# David Heyman
David Jonathan Heyman (født 1961) er britisk filmproducer. Han er særligt kendt for sit arbejde med Harry Potter-filmene.

## Filmografi

### Film
| År   | Film                                          | Krediteret         | Ref.        |
| ---- | --------------------------------------------- | ------------------ | ----------- |
| 1992 | Juice                                         |                    |             |
| 1994 | The Stoned Age                                |                    |             |
| 1996 | The Daytrippers                               | Executive producer |             |
| 1999 | Ravenous                                      |                    |             |
| 2001 | Harry Potter and the Philosopher's Stone      |                    |             |
| 2002 | Harry Potter and the Chamber of Secrets       |                    |             |
| 2004 | Harry Potter and the Prisoner of Azkaban      |                    |             |
| 2005 | Harry Potter and the Goblet of Fire           |                    |             |
| 2007 | Harry Potter and the Order of the Phoenix     |                    |             |
| 2007 | I Am Legend                                   |                    |             |
| 2008 | The Boy in the Striped Pyjamas                |                    |             |
| 2008 | Is Anybody There?                             |                    |             |
| 2008 | Yes Man                                       |                    |             |
| 2009 | Harry Potter and the Half-Blood Prince        |                    |             |
| 2010 | Harry Potter and the Deathly Hallows – Part 1 |                    |             |
| 2011 | Harry Potter and the Deathly Hallows – Part 2 |                    |             |
| 2013 | We're the Millers                             | Executive producer |             |
| 2013 | Gravity                                       |                    |             |
| 2014 | Testament of Youth                            |                    |             |
| 2014 | Paddington                                    |                    |             |
| 2016 | The Light Between Oceans                      |                    |             |
| 2016 | Fantastic Beasts and Where to Find Them       |                    |             |
| 2017 | Paddington 2                                  |                    | [ 1 ] [ 2 ] |
| 2018 | Fantastic Beasts: The Crimes of Grindelwald   |                    |             |
| 2019 | Once Upon a Time in Hollywood                 |                    |             |
| 2019 | Marriage Story                                |                    |             |
| 2020 | The Secret Garden                             |                    |             |
| 2022 | Fantastic Beasts: The Secrets of Dumbledore   |                    | [ 3 ]       |
| 2022 | White Noise                                   |                    |             |
| 2023 | Barbie                                        |                    |             |
| 2023 | Wonka                                         |                    |             |
| 2024 | Paddington in Peru                            |                    |             |
| TBA  | Klara and the Sun                             |                    |             |
| TBA  | The Rivals of Amziah King                     |                    | [ 4 ]       |
| TBA  | Untitled Noah Baumbach film                   |                    | [ 5 ]       |

Som skuespiller
| År   | Film                                          | Rolle                         | Noter       |
| ---- | --------------------------------------------- | ----------------------------- | ----------- |
| 1970 | Bloomfield                                    | Eldad                         |             |
| 1998 | Cookin'                                       | Pinot NOir                    | Short film  |
| 1999 | Ravenous                                      | Mr. Janus                     |             |
| 2000 | Whipped                                       | Suit                          |             |
| 2006 | Heartless                                     | Ted                           | Kortfilm    |
| 2007 | Harry Potter and the Order of the Phoenix     | Healer på portræt             | Ukrediteret |
| 2011 | Harry Potter and the Deathly Hallows – Part 2 | Spisende troldmand på billede | Ukrediteret |

### Tv
| År   | Titel                        | Krediteret         | Noter           |
| ---- | ---------------------------- | ------------------ | --------------- |
| 1994 | Blind Justice                |                    | Television film |
| 2005 | Threshold                    | Executive producer |                 |
| 2010 | Awkward Situations for Men   | Executive producer | Television film |
| 2011 | Page Eight                   |                    | Television film |
| 2013 | The Thirteenth Tale          |                    | Television film |
| 2014 | Turks & Caicos               | Executive producer | Television film |
| 2014 | Salting the Battlefield      | Executive producer | Television film |
| 2018 | The Long Song                | Executive producer |                 |
| 2019 | The InBetween                | Executive producer |                 |
| 2019 | The Capture                  | Executive producer |                 |
| 2020 | The Adventures of Paddington | Executive producer |                 |
| 2021 | Clickbait                    | Executive producer |                 |
| 2024 | Apples Never Fall            | Executive producer |                 |